# Castagneto Carducci
Castagneto Carducci is een gemeente in de Italiaanse provincie Livorno (regio Toscane) en telt 8536 inwoners (31-12-2004). De oppervlakte bedraagt 142,6 km², de bevolkingsdichtheid is 60 inwoners per km².
De volgende frazioni maken deel uit van de gemeente: Donoratico (Marina di Castagneto).

## Demografie
Castagneto Carducci telt ongeveer 3669 huishoudens. Het aantal inwoners daalde in de periode 1991-2001 met 0,4% volgens cijfers uit de tienjaarlijkse volkstellingen van ISTAT.
| Jaar | Inwoneraantal |
| ---- | ------------- |
| 1991 | 8256          |
| 2001 | 8226          |
| 2010 | 9876          |

## Geografie
De gemeente ligt op ongeveer 194 meter boven zeeniveau.
Castagneto Carducci grenst aan de volgende gemeenten: Bibbona, Monteverdi Marittimo (PI), San Vincenzo, Sassetta, Suvereto.